# San Juan Bautista Jayacatlán
San Juan Bautista Jayacatlán är en kommun i Mexiko.   Den ligger i delstaten Oaxaca, i den sydöstra delen av landet, 300 km sydost om huvudstaden Mexico City. Antalet invånare är 1 254. Arean är 174 kvadratkilometer.
Terrängen i San Juan Bautista Jayacatlán är kuperad åt sydväst, men åt nordost är den bergig.